# Omloop Het Nieuwsblad 2016
De wielerwedstrijd Omloop Het Nieuwsblad werd in 2016 gehouden op 27 februari. Greg van Avermaet won bij de mannen en Elizabeth Armitstead bij de vrouwen. De start en finish waren in Gent.
Op 2 juli won Elias Van Breussegem de wedstrijd voor beloften.

## Hellingen
De volgende hellingen moesten tijdens de Omloop Het Nieuwsblad in 2016 worden beklommen:
| Nr. | Helling                 | Km van aankomst | Bestrating      | Lengte (m) | Gemiddeld (%) | Max (%) |
| --- | ----------------------- | --------------- | --------------- | ---------- | ------------- | ------- |
| 1   | Leberg                  | 141             | asfalt          | 950        | 4,2%          | 13,8%   |
| 2   | Berendries              | 137             | asfalt          | 940        | 7%            | 12,3%   |
| 3   | Tenbosse                | 132             | asfalt          | 450        | 6,9%          | 8,7%    |
| 4   | Eikenmolen              | 127             | asfalt          | 610        | 5,9%          | 12,5%   |
| 5   | Muur van Geraardsbergen | 115             | kasseien        | 1075       | 9,3%          | 19,8%   |
| 6   | Valkenberg              | 97              | asfalt          | 540        | 8,1%          | 12,8%   |
| 7   | Kaperij                 | 78              | asfalt          | 1000       | 5,5%          | 9%      |
| 8   | Kruisberg               | 67              | asfalt/kasseien | 950        | 4,8%          | 9%      |
| 9   | Taaienberg              | 57              | kasseien        | 530        | 6,6%          | 15,8%   |
| 10  | Eikenberg               | 52              | kasseien        | 1200       | 5,2%          | 10%     |
| 11  | Wolvenberg              | 48              | asfalt          | 645        | 7,9%          | 17,3%   |
| 12  | Leberg                  | 38              | asfalt          | 950        | 4,2%          | 13,8%   |
| 13  | Boembeke                | 32              | asfalt          | 700        | 3,5%          |         |

## Mannen
De wedstrijd was bij de mannen aan zijn 71e editie toe en maakte deel uit van de UCI Europe Tour 2016, in de categorie 1.HC. Titelverdediger Ian Stannard stond dit jaar niet aan de start. Greg Van Avermaet wist na een sprint met een kopgroep van vijf man voor het eerst de Omloop Het Nieuwsblad te winnen.

### Deelnemende ploegen
| WorldTour          | ProContinentaal             |
| ------------------ | --------------------------- |
| Tinkoff            | Bora-Argon 18               |
| Etixx-Quick Step   | CCC Sprandi Polkowice       |
| AG2R La Mondiale   | Cofidis                     |
| Lotto Soudal       | Direct Énergie              |
| BMC Racing Team    | Fortuneo-Vital Concept      |
| FDJ                | Nippo-Vini Fantini          |
| IAM Cycling        | ONE Pro Cycling             |
| Orica GreenEDGE    | Roompot-Oranje Peloton      |
| Team Katjoesja     | Southeast                   |
| Team LottoNL-Jumbo | Stölting Service Group      |
| Team Sky           | Topsport Vlaanderen-Baloise |
| Trek-Segafredo     | Wanty-Groupe Gobert         |

### Uitslag
| Plaats  | Naam               | Ploeg               | Tijd     |
| ------- | ------------------ | ------------------- | -------- |
| Winnaar | Greg Van Avermaet  | BMC Racing Team     | 4u54'12" |
| 2       | Peter Sagan        | Tinkoff             | z.t.     |
| 3       | Tiesj Benoot       | Lotto Soudal        | z.t.     |
| 4       | Luke Rowe          | Team Sky            | z.t.     |
| 5       | Alexis Gougeard    | AG2R La Mondiale    | + 6"     |
| 6       | Jens Debusschere   | Lotto Soudal        | + 9"     |
| 7       | Adrien Petit       | Direct Énergie      | z.t.     |
| 8       | Edward Theuns      | Trek-Segafredo      | z.t.     |
| 9       | Jasper Stuyven     | Trek-Segafredo      | z.t.     |
| 10      | Matthieu Ladagnous | FDJ                 | z.t.     |
| 11      | Tom Boonen         | Etixx-Quick Step    | z.t.     |
| 12      | Dimitri Claeys     | Wanty-Groupe Gobert | z.t.     |
| 13      | Oliver Naesen      | IAM Cycling         | z.t.     |
| 14      | Tom Van Asbroeck   | Team LottoNL-Jumbo  | z.t.     |
| 15      | Salvatore Puccio   | Team Sky            | z.t.     |
| 16      | Scott Thwaites     | Bora-Argon 18       | z.t.     |
| 17      | Florian Sénéchal   | Cofidis             | z.t.     |
| 18      | Oscar Gatto        | Tinkoff             | z.t.     |
| 19      | Marco Marcato      | Wanty-Groupe Gobert | z.t.     |
| 20      | Jürgen Roelandts   | Lotto Soudal        | z.t.     |
|         |                    |                     |          |
| 30      | Niki Terpstra      | Etixx-Quick Step    | + 15"    |

## Vrouwen
De wedstrijd was bij de vrouwen aan zijn 11e editie toe. Wereldkampioene Elizabeth Armitstead behaalde, na twee derde plaatsen in 2014 en 2015, de overwinning. Chantal Blaak won de sprint voor de tweede plaats voor Tiffany Cromwell.

### Uitslag
| Plaats  | Naam                 | Ploeg                                | Tijd     |
| ------- | -------------------- | ------------------------------------ | -------- |
| Winnaar | Elizabeth Armitstead | Boels Dolmans Cycling Team           | 3u23'05" |
| 2       | Chantal Blaak        | Boels Dolmans Cycling Team           | + 29"    |
| 3       | Tiffany Cromwell     | Canyon-SRAM                          | z.t.     |
| 4       | Leah Kirchmann       | Team Liv-Plantur                     | z.t.     |
| 5       | Shelley Olds         | Cylance Pro Cycling                  | z.t.     |
| 6       | Lucinda Brand        | Rabobank-Liv Woman                   | z.t.     |
| 7       | Chloe Hosking        | Wiggle High5                         | z.t.     |
| 8       | Susanna Zorzi        | Lotto Soudal Ladies                  | z.t.     |
| 9       | Carmen Small         | Cervélo-Bigla                        | z.t.     |
| 10      | Emma Johansson       | Wiggle High5                         | z.t.     |
| 11      | Annemiek van Vleuten | Orica-AIS                            | z.t.     |
| 12      | Floortje Mackaij     | Team Liv-Plantur                     | z.t.     |
| 13      | Anna van der Breggen | Rabobank-Liv Woman                   | z.t.     |
| 14      | Alexis Ryan          | Canyon-SRAM                          | z.t.     |
| 15      | Elisa Longo Borghini | Wiggle High5                         | z.t.     |
| 16      | Megan Guarnier       | Boels Dolmans Cycling Team           | z.t.     |
| 17      | Romy Kasper          | Boels Dolmans Cycling Team           | z.t.     |
| 18      | Amy Pieters          | Wiggle High5                         | z.t.     |
| 19      | Joelle Numainville   | Cervélo-Bigla                        | z.t.     |
| 20      | Roxane Knetemann     | Rabobank-Liv Woman                   | z.t.     |
|         |                      |                                      |          |
| 33      | Kelly Druyts         | Topsport Vlaanderen-Etixx-Guill D'or | + 4'09"  |

1945 · 1946 · 1947 · 1948 · 1949 · 1950 · 1951 · 1952 · 1953 · 1954 · 1955 · 1956 · 1957 · 1958 · 1959 · 1960 · 1961 · 1962 · 1963 · 1964 · 1965 · 1966 · 1967 · 1968 · 1969 · 1970 · 1971 · 1972 · 1973 · 1974 · 1975 · 1976 · 1977 · 1978 · 1979 · 1980 · 1981 · 1982 · 1983 · 1984 · 1985 · 1986 · 1987 · 1988 · 1989 · 1990 · 1991 · 1992 · 1993 · 1994 · 1995 · 1996 · 1997 · 1998 · 1999 · 2000 · 2001 · 2002 · 2003 · 2004 · 2005 · 2006 · 2007 · 2008 · 2009 · 2010 · 2011 · 2012 · 2013 · 2014 · 2015 · 2016 · 2017 · 2018 · 2019 · 2020 · 2021 · 2022 · 2023 · 2024 · 2025
Etappewedstrijden

 Ster van Bessèges · 
 Ronde van Valencia · 
 La Méditerranéenne · 
 Ronde van de Algarve · 
 Ruta del Sol · 
 Ronde van de Haut-Var · 
 Ronde van de Provence · 
 Driedaagse van West-Vlaanderen · 
 Internationale Wielerweek · 
 Internationaal Wegcriterium · 
 Driedaagse van De Panne-Koksijde · 
 Ronde van de Sarthe · 
 Ronde van Castilië en León · 
 Ronde van Trentino · 
 Ronde van Kroatië · 
 Ronde van Turkije · 
 Ronde van Yorkshire · 
 Ronde van Asturië · 
 Ronde van Azerbeidzjan · 
 Vierdaagse van Duinkerke · 
 Ronde van Madrid · 
 Ronde van Picardië · 
 Ronde van Cova da Beira · 
 Ronde van Noorwegen · 
 World Ports Classic · 
 Ronde van België · 
 Ronde van Estland · 
 Ronde van Luxemburg · 
 Boucles de la Mayenne · 
 Ster ZLM Toer · 
 Ronde van Slovenië · 
 Ronde van Oostenrijk · 
 Sibiu Cycling Tour · 
 Ronde van Rhône Alpes-Valromey · 
 Ronde van Wallonië · 
 Ronde van Denemarken · 
 Ronde van Portugal · 
 Ronde van Burgos · 
 Ronde van Gévaudan Languedoc-Roussillon · 
 Ronde van de Ain · 
 Ronde van Tsjechië · 
 Arctic Race of Norway · 
 Ronde van de Limousin · 
 Ronde van Poitou-Charentes · 
 Tour des Fjords · 
 Ronde van Groot-Brittannië · 
 Ronde van Toscane · 
 Eurométropole Tour
Eendaagse wedstrijden

 Trofeo Felanitx-Ses Salines-Campos-Porreres · 
 Trofeo Pollença-Port de Andratx · 
 Trofeo Serra de Tramuntana · 
 Trofeo Playa de Palma-Palma · 
 GP La Marseillaise · 
 Grote Prijs van de Etruskische Kust · 
 Ronde van Murcia · 
 Clásica de Almería · 
 Trofeo Laigueglia · 
 Omloop Het Nieuwsblad · 
 Classic Sud Ardèche · 
 GP Lugano · 
 Kuurne-Brussel-Kuurne · 
 La Drôme Classic · 
 Le Samyn · 
 Strade Bianche · 
 GP Industria & Artigianato · 
 Ronde van Drenthe · 
 Nokere Koerse · 
 GP Nobili Rubinetterie · 
 Handzame Classic · 
 Classic Loire-Atlantique · 
 Grote Prijs van Cholet-Pays de Loire · 
 Dwars door Vlaanderen · 
 Route Adélie de Vitré · 
 Grote Prijs Miguel Indurain · 
 Volta Limburg Classic · 
 Ronde van La Rioja · 
 Parijs-Camembert · 
 Scheldeprijs · 
 Klasika Primavera · 
 Brabantse Pijl · 
 GP Denain · 
 Ronde van de Finistère · 
 Ronde van de Apennijnen · 
 Tro-Bro Léon · 
 La Roue Tourangelle · 
 Rund um den Finanzplatz Eschborn-Frankfurt · 
 Velothon Wales · 
 Grote Prijs van de Somme · 
 Grote Prijs van Plumelec · 
 Boucles de l'Aulne  · 
 Velothon Berlin · 
 GP Kanton Aargau · 
 Ronde van Keulen · 
 Ronde van Limburg · 
 Velothon Copenhagen · 
 Halle-Ingooigem · 
 GP Cerami · 
 Velothon Stuttgart · 
 Prueba Villafranca de Ordizia · 
 Rad am Ring · 
 Circuito de Getxo · 
 RideLondon Classic · 
 Polynormande · 
 Dwars door het Hageland · 
 Arnhem-Veenendaal Classic · 
 GP Jef Scherens · 
 GP Stad Zottegem · 
 Druivenkoers Overijse · 
 Schaal Sels · 
 Brussels Cycling Classic · 
 GP Fourmies · 
 Velothon Stockholm · 
 Ronde van de Doubs · 
 GP van Wallonië · 
 Coppa Bernocchi · 
 Coppa Agostoni · 
 Kampioenschap van Vlaanderen · 
 Grote Prijs Impanis-Van Petegem · 
 Memorial Marco Pantani · 
 GP van Isbergues · 
 GP Industria & Commercio di Prato · 
 Coppa Sabatini · 
 Ronde van Emilia · 
 Duo Normand · 
 GP Beghelli · 
 Ronde van de Drie Valleien · 
 Milaan-Turijn · 
 Ronde van Piemonte · 
 Ronde van de Vendée · 
 Ronde van het Münsterland · 
 Binche-Chimay-Binche · 
 Parijs-Bourges · 
 Parijs-Tours · 
 Nationale Sluitingsprijs